# EXUP

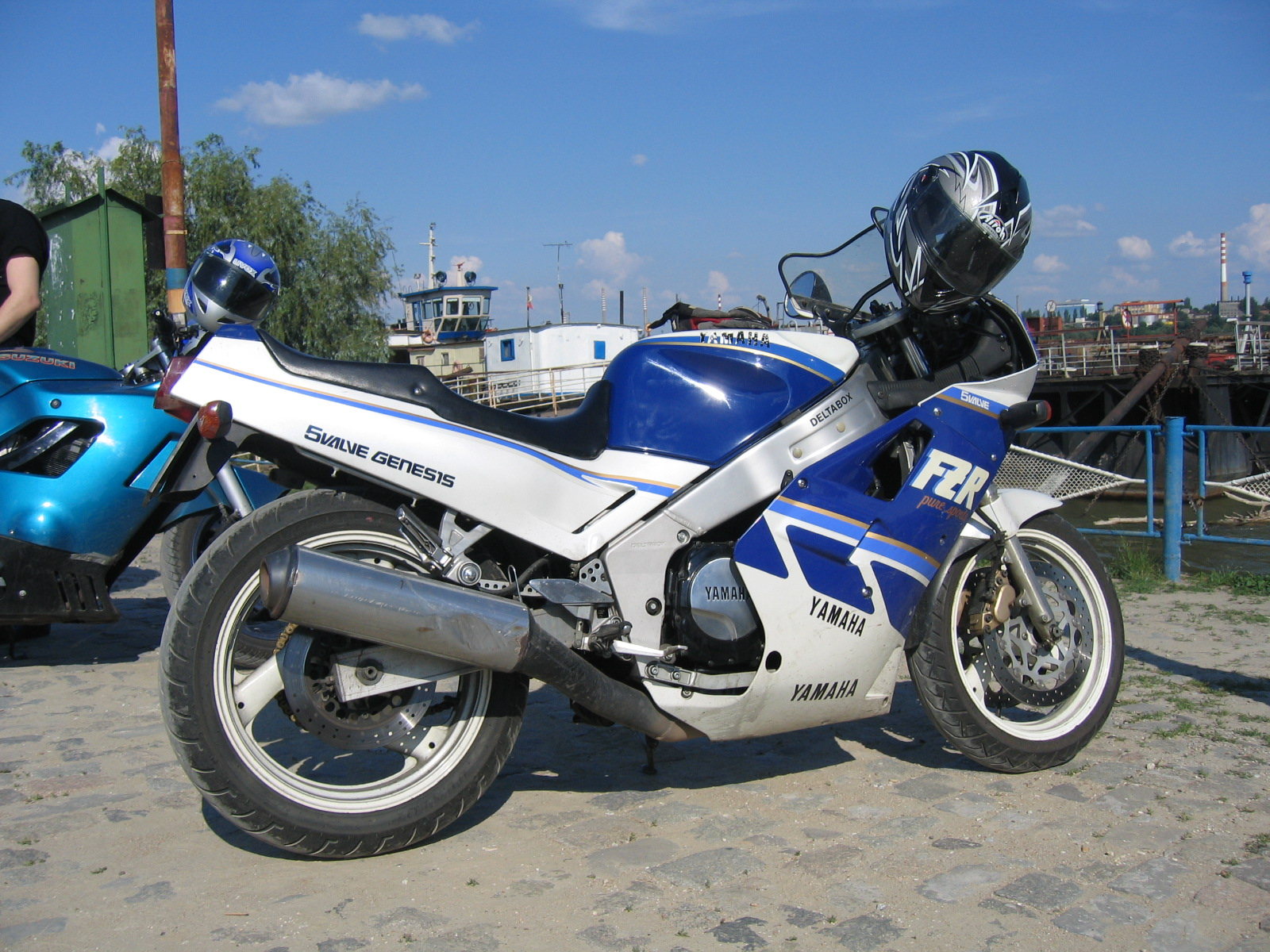
Yamaha FZR1000, equipada con EXUP. Por extensión, este modelo fue más conocido como EXUP que por su denominación comercial.

El EXUP (EXhaust Ultimate Power valve) es un dispositivo incorporado en algunas motocicletas de Yamaha, concretamente en modelos de las series FZR, YZF y R, que ajusta constantemente el diámetro interno del sistema de escape en consonancia a las revoluciones del motor, consiguiéndose así un buen rendimiento y una entrega lineal de potencia en toda la gama de revoluciones. 
El sistema consiste en la instalación de una válvula en el interior del escape, en el punto donde se unen los cuatro colectores. Para obtener alto rendimiento de los motores de altas revoluciones, el sistema de distribución se diseña para que las válvulas de escape de los cilindros se anticipen en su apertura, lo que es beneficioso en ese régimen del motor, pero contraproducente a bajas revoluciones. Cerrando en ese caso la válvula del sistema EXUP, se crea una presión de retorno dentro del sistema de escape, que compensa el efecto anterior. Como consecuencia se logra una entrega más "lineal" de potencia, es decir un motor más elástico,y una gran entrega de potencia a altas revoluciones. Un servomotor controlado por el módulo de encendido abre o cierra el EXUP, que pasa de estar completamente cerrado al ralentí a una apertura total a 9000 revoluciones por minuto.